# Sphingnotus dunningi
Sphingnotus dunningi es una especie de escarabajo longicornio del género Sphingnotus, tribu Tmesisternini, orden Coleoptera. Fue descrita por Pascoe en 1868.

## Descripción
Mide 23-42 mm de longitud.

## Distribución
Se distribuye por Indonesia (islas Molucas).